# Туре, Шейк
Шейк Туре (нидерл. Cheick Toure; 7 февраля 2001 года, Дордрехт) — нидерландский футболист, нападающего американского клуба «Остин», выступающий в MLS Next Pro за резервный состав «Остин II».

## Клубная карьера
Туре является воспитанником «Фейеноорда». Тренировался в академии клуба с 12 лет, выступал за молодёжную команду. С сезона 2017/18 привлекается к тренировкам и выступлениям основной команды. 27 августа 2017 года дебютировал в Эредивизи в поединке против «Виллем II», выйдя на замену на 66-й минуте вместо Стевена Бергёйса.

## Статистика
По состоянию на 27 августа 2017 года
| Выступление      | Выступление      | Выступление      | Лига | Лига | Кубки | Кубки | Еврокубки | Еврокубки | Остальные | Остальные | Итого | Итого |
| Клуб             | Лига             | Сезон            | Игры | Голы | Игры  | Голы  | Игры      | Голы      | Игры      | Голы      | Игры  | Голы  |
| ---------------- | ---------------- | ---------------- | ---- | ---- | ----- | ----- | --------- | --------- | --------- | --------- | ----- | ----- |
| Фейеноорд        | Эредивизи        | 2017/18          | 1    | 0    | 0     | 0     | 0         | 0         | 0         | 0         | 1     | 0     |
| Фейеноорд        | Итого            | Итого            | 1    | 0    | 0     | 0     | 0         | 0         | 0         | 0         | 1     | 0     |
| Всего за карьеру | Всего за карьеру | Всего за карьеру | 1    | 0    | 0     | 0     | 0         | 0         | 0         | 0         | 1     | 0     |